# Bühler Tal (Schonwald)
Das Gebiet Bühler Tal ist ein mit Verordnung vom 25. November 1993 durch die Körperschaftsforstdirektion Tübingen ausgewiesener Schonwald (Schutzgebiet-Nummer 200347) in Baden-Württemberg.

## Lage
Der Schonwald befindet sich südwestlich des Tübinger Stadtteils Bühl. Er liegt im Stadtwald Rottenburg in Teilen der Abt. 2 und 3 des Distrikts 2 „Kiebingen“ und umfasst Teile des Flurstücks Nr. 8941 auf Gemarkung Rottenburg, Stadt Rottenburg.
Der Schonwald liegt im Landschaftsschutzgebiet Rammert. Er ist Teil des Vogelschutzgebiets Mittlerer Rammert und des FFH-Gebiets Rammert. Im Norden grenzt der Schonwald an das Naturschutzgebiet Bühler Tal und Unterer Bürg.

## Schutzzweck
Der Schutzzweck des Schonwalds ist gemäß Schutzgebietsverordnung
- Erhalt der artenreichen und naturnahen, oft strauchreichen Laubwaldgesellschaften mit artenreicher Bodenvegetation, die meist aus ehemaligen Mittelwäldern, seltener aus Weide- oder Schälwäldern, hervorgegangen sind;
- Sicherung des genetischen Potenzials der Laubwaldgesellschaften, insbesondere der z. T. seltenen, autochthonen Laubbaumarten;
- Habitatsicherung für die im jeweiligen Laubwald typischen und seltenen Arten von Flora und Fauna.

## Betreuung
Wissenschaftlich betreut wird der Schonwald durch die Forstliche Versuchs- und Forschungsanstalt Baden-Württemberg (BVA).